# هينريتش فورستر
هينريتش فورستر (بالألمانية: Heinrich Förster)‏ هو سياسي ألماني، ولد في 1799 في بولندا، وتوفي في 1881 في التشيك. انتخب أسقف كاثوليكي وانتخب عضو برلمان فرانكفورت وانتخب أسقف.